# Bliesdorf
Bliesdorf è un comune di 1 416 abitanti del Brandeburgo, in Germania.

Appartiene al circondario del Märkisch-Oderland (targa MOL) ed è parte della comunità amministrativa (Amt) Barnim-Oderbruch.

## Geografia antropica

### Suddivisioni amministrative
Il territorio comunale comprende 3 centri abitati (Ortsteil):
- Bliesdorf
- Kunersdorf
- Metzdorf